# Most Jurija V., Orléans
Most Jurija V. (francosko Pont George V) je most čez reko Loaro v Orléansu, departma Loiret, Francija. 
Povezuje Rue Royale v središču mesta na desnem bregu z Avenue Dauphine v novejšem okrožju Saint-Jean-le-Blanc na južnem bregu Loare in ostaja eden najpomembnejših prehodov čez Loaro v Orléansu. Med gradnjo se je imenoval Pont d'Orléans, nato Pont Royal in kasneje Pont National. Ob začetku prve svetovne vojne je dobil ime po takratnem britanskem kralju Juriju V.
Most in njegova dva paviljona na levem bregu so bili z odredbo Ministrstva za ljudsko prosveto in upodabljajočo umetnost dne 7. januarja 1926 vključeni v dodatni popis zgodovinskih spomenikov.
Most je znotraj območja doline Loare, ki je uvrščena na Unescov seznam svetovne dediščine.

## Opis
Most Jurija V. je 324,88 m (339 metrov, vključno z debelino opornikov) dolg in 15,20 m širok (vozišče 8,90 m; pločniki po 2,66 m; debelina parapetov po 0,50 m) ločni most z devetimi ovalnimi loki, katerih razponi se le malo razlikujejo (dolgi polmer je približno 28 m, najmanjši pa po 29,88 m). Srednji lok ima največji razpon 32,48 m, loki na stebrih imajo skoraj 30 m svetle odprtine. Strani so obložene z naravnim kamnom, zaradi česar se skoraj ne razlikujejo od originalnih lokov. Stebri so bili zgrajeni po tedaj veljavnem »Pravilu petin«, po katerem naj bi bila debelina stebrov ena petina odprtine loka mostu. Cestišče ima le komaj opazen naklon (manj kot en centimeter na meter). Vozišče je razdeljeno na dva prometna pasova, dva pasova za tramvaj in pločnik ter ima masivne kamnite parapete. Ob razgradnji maja 2020 so zahodni pas mostu začasno preoblikovali v dvosmerno kolesarsko pot, dokončna ureditev je bila izvedena konec leta 2021. Na južnem koncu sta dva velika paviljona, ki sta bila včasih namenjena pobiranju cestnine. Pri oporniku na desnem bregu, gorvodno, je vodomer, ki prikazuje zgodovinske poplavne dogodke, pri čemer so bili najvišji vodostaji zabeleženi v letih 1856, 1866 in 1846. Zraven je avtomatski mareograf, ki se uporablja za merjenje nivoja vode in je prikazan na tabli na severnem koncu mostu.
Most je v Franciji registriran kot zgodovinski spomenik (Monument historique).

## Zgodovina
Prvotno je bregova povezoval Pont des Tourelles. Ta most, sestavljen iz skupno 21 lokov, je bil približno 80 m višje od sedanjega mostu. Zgrajen med letoma 1120 in 1140, je bila skozi leta večkrat popravljen, okrepljen in ponovno zgrajen. V 18. stoletju se je stanje tega mostu, zlasti zaradi poplav in žledoloma, tako poslabšalo, da je bila nova gradnja neizogibna.
Sčasoma je bilo Jeano Hupeauju naročeno načrtovanje. Gradbena dela so bila sklenjena leta 1751, kot gradbeni vodja pa je bil zaposlen 34-letni inženir Robert Soyer, ki se je s tem ukvarjal naslednjih deset let. Pri gradnji mostu ni bilo posebnih težav, saj so pogoste težave pri odvodnjavanju gradbenih jam, obdanih z lesenimi zagatnimi stenami, vode, ki je nastala pri izkopu, in škode zaradi poplav. Julija 1760 je bil most odprt; Madame de Pompadour je bila prva oseba, ki je uradno prečkala most na poti v svoj dvorec Château de Menars.
V naslednjih treh letih so bila opravljena preostala dela in dela, povezana z mostom, kot so rušenje starega mostu Pont de Tourelle, gradnja nasipnih zidov, dokončanje fasad ulic Rue Royale in Rue Dauphine, ki so bile zgrajene tik ob obstoječem razvoju.
Jean Hupeau je umrl malo pred dokončnim zaključkom vseh del 10. marca 1763. Njegov naslednik Jean-Rodolphe Perronet je šele oktobra 1763 moral opraviti prevzem in poravnati račune za gradbena dela.
Robert Soyer je zapustil podrobne zapiske o svojem delu in številne načrte, ki dajejo dober vpogled v metode dela tistega časa.
- Lok 9, levi breg, južna stran, porušen med drugo svetovno vojno, obnovljen leta 1945.
- Lok 1, desni breg, severna stran. Obok, ki mu je bila prizanesena med drugo svetovno vojno, je v celoti v originalnem kamnu.
- Stavba na južni glavi mostu, ki se je v preteklosti uporabljala za pobiranje cestnine.
- Mandljasti ledolomilci, značilni za obdobje 18. stoletja.
- Začasna dvosmerna kolesarska pot, zgrajena konec maja 2020.